# أنيسينديون
أنيسينديون (بالإنجليزية: Anisindione) هو دواء يُستعمل في علاج:
- نوبة قلبية[5]
- انصمام رئوي[5]